# Jesús Pinzón Urrea
Jesús Pinzón Urrea (Bucaramanga, 10 de agosto de 1928-Bogotá, 1 de febrero de 2016) fue un músico, compositor y director de música y orquesta colombiano. Era reconocido por componer canciones indígenas e líricas.

## Biografía
Jesús Pinzón nació en Bucaramanga en 1928 desde donde se trasladó a Bogotá en 1939. En 1967 estudió música en la Universidad Nacional de Colombia enfatizando de composición y dirección de orquesta. Después dirigió el Departamento de Música y dictó la cátedra de composición hasta 1991. Presentó el programa de televisión ‘Música para todos’, y fue uno de los primeros directores de la Orquesta Filarmónica de Bogotá. En su trayecto como compositor recibió cuatro premios nacionales de composición otorgados por Colcultura, en 1971, 1979 y 1981, por sus obras Estructuras, BicoAnamo, NeéIñati y la Cantata por la paz. Adicionalmente, la Fundación Arte de la Música lo premió en 1978 y 1979 por Exposición y Tripartita. En 1993, fue nuevamente reconocido por su obra de variaciones sin tema para viola, violonchelo y contrabajo.
En sus desempeños como director de la Banda Sinfónica de la Policía Nacional y conductor invitado de orquestas nacionales, incluidas la Filarmónica de Bogotá y la Sinfónica de Bogotá. Mientras, empezó a desarrollar un lenguaje que él mismo llamó “pluralista”, en el sentido de que nunca se adscribió a una escuela creativa, a pesar de que compuso piezas en clave indigenista, andina, nacionalista y electrónica, de la mano de su maestro en esa tendencia, Fabio González Zuleta. El músico fue uno de los primeros compositores colombianos interesados en la etnomusicología y en la búsqueda de las músicas tradicionales en campo. Fue así como hizo parte del Centro de estudios folclóricos y musicales de la Universidad Nacional entre 1967 y 1970. En 1988 compuso el Himno de Santander con Pablo Rueda Arciniegas. El 1 de febrero de 2016 falleció en Bogotá después de padecer una penosa enfermedad por la cual lo venia aquejando días atrás.

## Composiciones
Más de 50 obras musicales son producto de más de cuatro décadas de su trayectoria artística. Entre sus piezas musicales más conocidas están:
- Música del himno oficial de Santander
- Concierto para cinco timbales
- Concierto para piano
- Creación Vallenata
- Evocación Huitota
- Rito Cubeo
- Goé Payari
- Cantata por la paz
- Los niños que no nacen
- El piano, su magia y la selva
- Muerte de Cristo con el sonido La
- Las voces silenciosas de los muertos